# Радіоорієнтування на обмеженій території
Радіоорієнтування на обмеженій території є різновидом аматорського радіопеленгатора. ROCA — це гонка на час, у якій окремі учасники використовують топографічну карту та магнітний компас для навігації по різноманітній лісистій місцевості під час пошуку радіопередавачів.

## Опис
ROCA — це вид спорту, який вимагає менше спортивних навичок і більше технічних навичок радіопеленгації, ніж ARDF. У курсі ROCA радіопередавачі видають дуже невелику потужність, як правило, від 10 до 200 мВт, і їх можна приймати лише на дуже короткі відстані. Передавачі можуть ідентифікувати себе азбукою Морзе або за допомогою голосових записів і передавати лише десять секунд протягом кожної хвилини змагання. Передавачі фізично невеликі та позначені контрольною карткою, розмір якої не перевищує звичайну листівку з унікальним ідентифікаційним номером. Контрольні картки-приманки можуть бути розміщені в зоні змагань для того, щоб заплутати учасників і змусити їх уважніше шукати справжні передавальні пристрої. Це додає складності до завдання та вимагає від учасників більшої зосередженості й точності. Через низьку потужність і короткі відстані більшість учасників ROCA проходять всю дистанцію та зосереджують свою увагу на завданнях радіопеленгації, а не на навігації.
ROCA не така популярна, як ARDF, і діяльність обмежена лише активними клубами в кількох країнах. Події ROCA сьогодні можна знайти переважно в районі затоки Сан-Франциско в Сполучених Штатах і в Китайській Народній Республіці.